# Madina Memet
Madina Memet (ouïghour : مەدىنە مەمەت ; chinois : 麦迪娜·买买提 ; pinyin : Màidínà Mǎimǎití), née le 10 septembre 1987, est une actrice chinoise d'origine ouïghoure qui s'est fait connaître en 2011 pour avoir joué la concubine parfumée dans la série télévisée New My Fair Princess (en). Son rôle décisif survient lorsqu'elle joue Lan Shang dans le drame télévisé fantastique épique Ice Fantasy (en) en 2016.

## Jeunesse
Madina Memet est née à Ürümqi, Xinjiang, le 10 septembre 1987, la plus jeune de cinq enfants. Enfant, elle aime danser. En 1998, elle est acceptée à l'Académie d'art Shengji de Pékin et obtient son diplôme en 2003. Après avoir obtenu son diplôme, elle est affectée à la troupe du Théâtre des Arts du Xinjiang.

## Carrière
Madina a sa première expérience devant la caméra en 2010 et est choisie pour jouer le rôle secondaire dans le rôle de la concubine parfumée dans New My Fair Princess (en), une série télévisée basée sur le roman du même nom de Chiung Yao (en).
En janvier 2013, elle joue dans la série historique Heroes in Sui and Tang Dynasties (en). En mai, elle joue dans le drame de palais Legend of Lu Zhen (en). En juin, elle interprète le rôle principal féminin dans la série télévisée comique Little Big Soldier, aux côtés de Xiao Shenyang (en) et Xu Lu (en). En août, elle joue dans Fleurs et Brume, adapté du roman de Chiung Yao du même titre.
Le premier rôle de Madina au cinéma est une apparition non créditée dans le film Ex-Files (en) (2014). Elle apparaît ensuite dans la série télévisée Shenmo L'Investiture des Dieux (en), basée sur le roman du même nom de Xu Zhonglin. En avril, elle joue dans Palace 3: The Lost Daughter (en), une série télévisée romantique historique de Yu Zheng (en).
En février 2015, Madina joue dans le film d'action-aventure fantastique de Peter Pau, Zhong Kui : Snow Girl and the Dark Crystal (en). Elle apparaît également dans le film d'arts martiaux The Final Master, où elle reçoit une reconnaissance accrue pour son jeu d'actrice.
En 2016, elle joue dans le drame télévisé fantastique épique Ice Fantasy (en) et gagne en popularité grâce à son rôle de princesse sirène. En décembre, elle est choisie pour jouer dans la série télévisée Shenmo Ghost Catcher Zhong Kiu's Record.
En 2017, Madina joue dans le drame romantique historique General and I (en). Elle reprend son rôle de Lan Shang dans le prequel de Ice Fantasy, Ice Fantasy Destiny (en).
En 2018, Madina joue dans le drame romantique Summer's Desire (en), basé sur le roman de Ming Xiaoxi. Elle apparaît également dans le film d'action comique Kung Fu League.
En 2019, Madina joue dans l'épopée historique Chong Er's Preach (en), dans le rôle de Li Ji.

## Filmographie

### Cinéma
| Année | titre anglais                                   | titre chinois      | Rôle        | Remarques |
| ----- | ----------------------------------------------- | ------------------ | ----------- | --------- |
| 2014  | Ex-Files (en)                                   | 前任攻略           | Ling Ling   |           |
| 2015  | Zhong Kui : Snow Girl and the Dark Crystal (en) | 钟馗伏魔：雪妖魔灵 | Huang She   |           |
| 2015  | The Final Master                                | 师父               | la serveuse |           |
| 2018  | Kung Fu League                                  | 功夫联盟           |             |           |

### Séries télévisées
| Year | English title                         | Chinese title            | Role                           | Notes     |
| ---- | ------------------------------------- | ------------------------ | ------------------------------ | --------- |
| 2011 | New My Fair Princess (en)             | 新还珠格格               | Fragrant Concubine (Han Xiang) |           |
| 2012 | Sweet Home                            | 我家有喜                 | The manger                     |           |
| 2013 | Heroes in Sui and Tang Dynasties (en) | 隋唐演义                 | Wang Meiren                    |           |
| 2013 | Heroes in Sui and Tang Dynasties (en) | 陆贞传奇                 | Du Mei'er                      |           |
| 2013 | Little Big Soldier                    | 大兵小将                 | Princess Yue                   |           |
| 2013 | Crazy for Palace                      | 我为宫狂                 | Xixi                           | [ 15 ]    |
| 2013 | Fleurs et Brume                       | 花非花雾非雾             | Bess                           |           |
| 2014 | L'Investiture des Dieux (en)          | 封神英雄榜               | Yu Qing                        |           |
| 2014 | Palace 3: The Lost Daughter (en)      | 宫锁连城                 | Bai Le                         |           |
| 2015 | The Investiture of the Gods 2         | 封神英雄榜2              | Yu Qing                        | [ 16 ]    |
| 2015 | Warm Blood                            | 热血                     | Natascha                       | [ 17 ]    |
| 2015 | Nursing Our Love                      | 家和万事兴               | Shan Shan                      |           |
| 2016 | Destined Guy                          | 真命天子                 | Hua Rong                       | [ 18 ]    |
| 2016 | Ice Fantasy (en)                      | 幻城                     | Lan Shang                      |           |
| 2017 | Ice Fantasy Destiny (en)              | 幻城凡世                 | Ming Na                        | web série |
| 2017 | General and I (en)                    | 孤芳不自赏               | Yang Feng                      |           |
| 2018 | Summer's Desire (en)                  | 泡沫之夏                 | Shen Qiang                     |           |
| 2018 | Ghost Catcher Zhong Kiu’s Record      | 钟馗捉妖记               | Ying Su                        |           |
| 2019 | Chong Er's Preach (en)                | 重耳传                   | Li Ji                          |           |
| TBA  | Detective Dee                         | 秋官课院之狄仁杰浮世传奇 | Dugu Ying'er                   | [ 19 ]    |

## Discographie
| Année | titre anglais | titre chinois | Album                             | Remarques |
| ----- | ------------- | ------------- | --------------------------------- | --------- |
| 2018  | Just Nice     | 恰好          | Bande originale de Kung Fu League |           |